# Ванда Вермінська

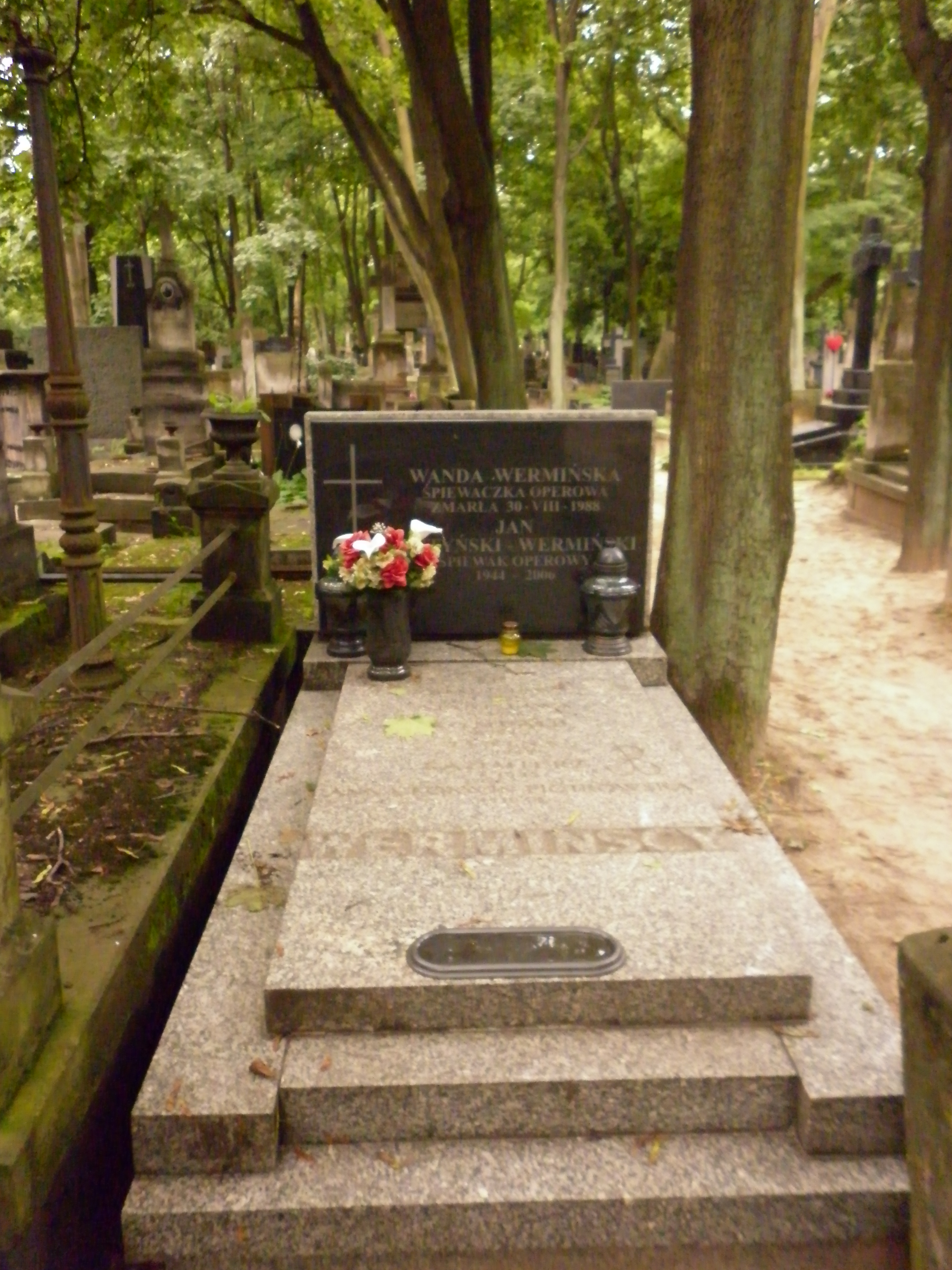
Сімейна могила співачки в Старих Повонзках

Ванда Вермінська (пол. Wanda Wermińska, нар. 18 листопада 1900, маєток Блощинці, пом. 30 серпня 1988) — польська оперна співачка, мецо-сопрано, драматичне сопрано, примадонна довоєнного Великого театру у Варшаві.

## Біографія
Ванда народилася в селі Блощинці, тодішньої Київської губернії Російської імперії (тепер Україна). У 1926—1929 роках була солісткою опери у Варшаві. Ванда Вермінська виступала в багатьох оперних театрах Європи, зокрема у Відні, Берліні, Мілані, Римі, Будапешті, Празі, Мадриді, Ризі, Стокгольмі та Копенгагені. Під час Другої світової війни вона перебувала в Південній Америці, гастролюючи в театрах Аргентини, Бразилії та Чилі з італійською трупою Compagna Italiana. У 1949 році повернулася до Польщі, де продовжила оперну та концертну діяльність.
Після відходу зі сцени займалася педагогічною діяльністю, працювала з провідними польськими співачками, серед яких Кристина Ямроз, Аґнєшка Косаковська, Божена Брун-Бараньська. Вона також працювала над співочими голосами, а її учнями були Ірена Сантор, Маріла Родович, Людмила Якубчак та Єжи Поломський.
Вона написала мемуари: Na obu półkulach (вид. Czytelnik, 1978) та Harmonia, dysonans i sława (вид. Czytelnik, 1987).
Похована на Повонзківському цвинтарі у Варшаві (ділянка 186-1-1).

## Нагороди
- Медаль 40-річчя Польської Народної Республіки (1984)[6]
- Лицарський хрест Ордена Відродження Польщі (1955)[7]
- Лицарський хрест ордена Білого Лева (Чехословаччина, 1933)[8]
- Орден Естонського Червоного Хреста (Естонія, 1936)[9]

## Вшанування пам'яті
9 лютого 1990 року Польська пошта випустила марку із зображенням Ванди Вермінської номіналом 150 злотих у рамках серії про відомих польських співаків (також з Кристиною Ямроз, Адою Сарі та Яном Кєпурою). Автором всієї серії був графік Міхал Пекарський.